# Lophorhothon
Lophorhothon („čenich s hřebenem“) byl rod býložravého kachnozobého dinosaura, žijícího v období svrchní křídy (geologický stupeň/věk kampán, asi před 84 až 72 miliony let) na území dnešní Alabamy v USA (souvrství Mooreville Chalk).

## Popis
Typový druh L. atopus byl popsán paleontologem Wannem Langstonem v roce 1960. Šlo o jediného známého hadrosaurida ze zmíněného souvrství, dokud nebyl roku 2016 popsán druh Eotrachodon orientalis. Přesné rozměry dospělých exemplářů nejsou s jistotou známé. Podle Thomase R. Holtze, Jr. mohl dosahovat délky asi 8 metrů.

## Zařazení
Vzhledem k tomu, jak fragmentární je materiál tohoto taxonu, není v jeho systematice zcela jasno. Mohlo jít o bazálního hadrosauroida nebo také vývojově pokročilého saurolofina. Blízce příbuznými rody jsou Bonapartesaurus, Prosaurolophus a Saurolophus.
V roce 2021 byla publikována nová odborná práce, založená na popisu dalšího, kompletnějšího fosilního materiálu. Výzkum ukázal, že Lophorhothon byl pravděpodobně zástupcem kladu Hadrosauromorpha, nespadající ale do čeledi Hadrosauridae.
Blízce příbuznými rody jsou například taxony Eotrachodon, Huehuecanauhtlus nebo Gonkoken.